# Misgurnus
Genre
Misgurnus est un genre de poissons téléostéens de la famille des Cobitidae (ordre des Cypriniformes)

## Description
Les espèces du genre Misgurnus sont des loches d'Europe et d'Asie qui sont communément appelées « loches météorologiques ». Elles sont couramment consommées en Asie et, pour certaines, commercialisées en aquariophilie et comme animaux de compagnie. 

## Liste des espèces
Selon World Register of Marine Species (15 octobre 2023) :
- Misgurnus anguillicaudatus (Cantor, 1842)
- Misgurnus buphoensis Kim & Park, 1995
- Misgurnus fossilis (Linnaeus, 1758)
- Misgurnus mizolepis Günther, 1888
- Misgurnus mohoity (Dybowski, 1869)
- Misgurnus multimaculatus Rendahl, 1944
- Misgurnus nikolskyi Vasil'eva, 2001
- Misgurnus tonkinensis Rendahl, 1937

## Galerie

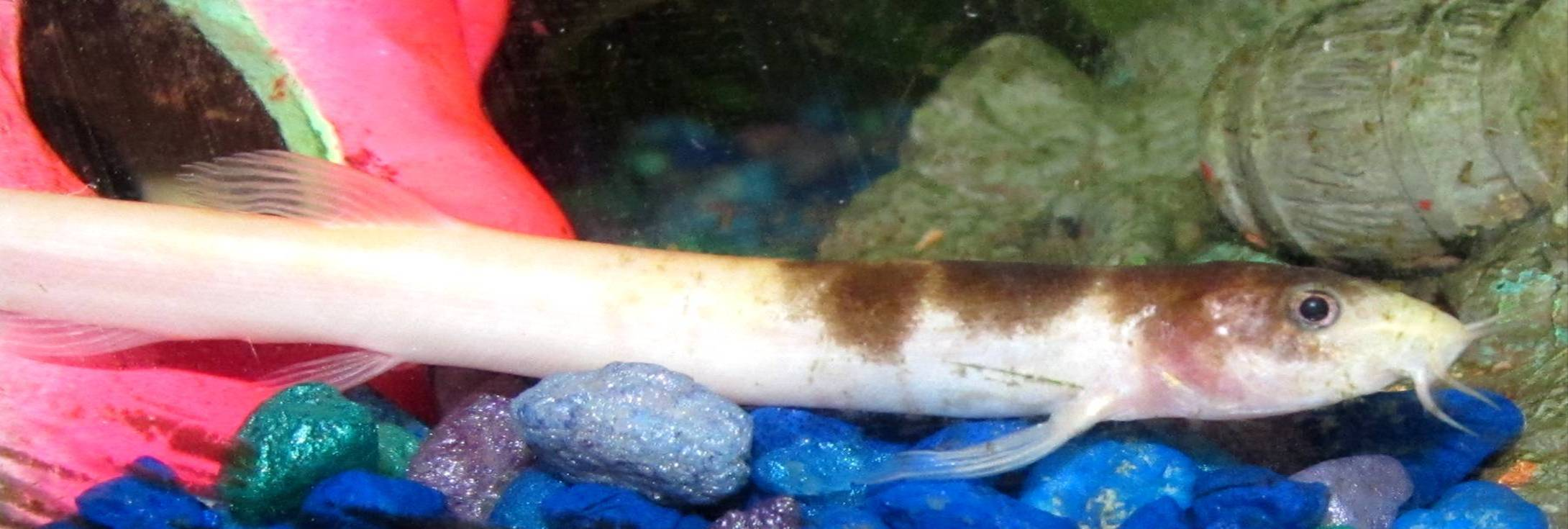
Misgurnus anguillicaudatus.
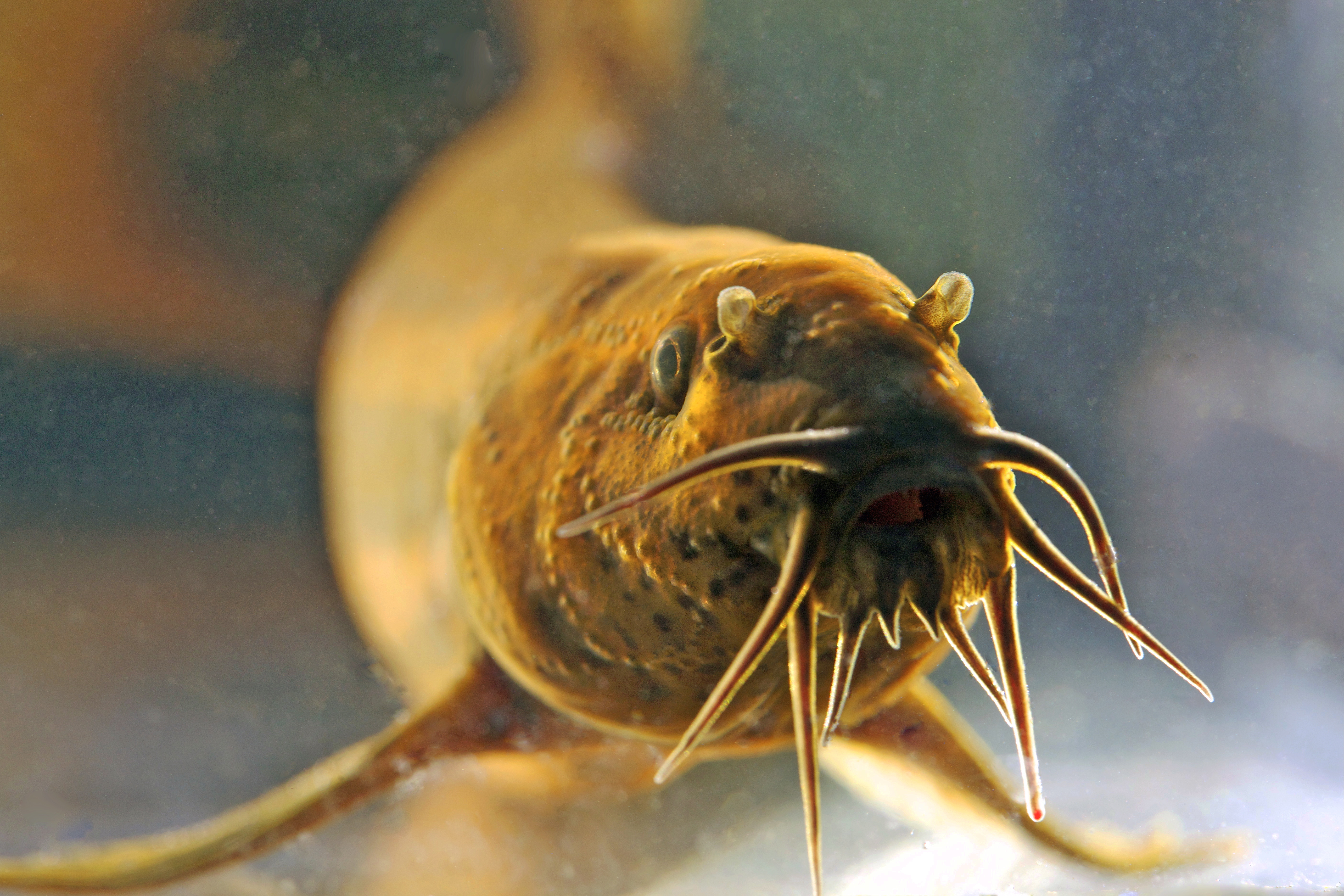
Misgurnus fossilis.
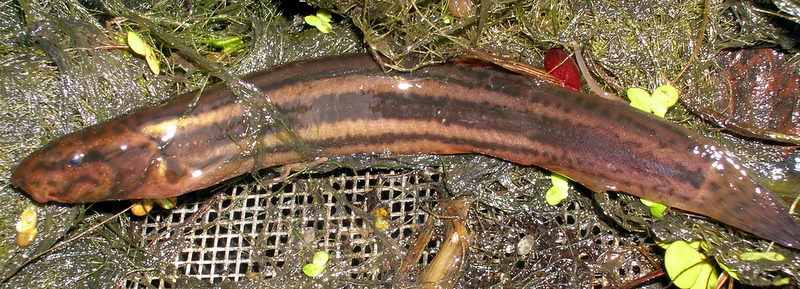
Misgurnus fossilis.

## Systématique
Le nom valide complet (avec auteur) de ce taxon est Misgurnus Lacépède, 1803.
Misgurnus a pour synonyme :
- Ussuria Nikolskii, 1903

## Étymologie
L'origine du nom Misgurnus vient du mot grec miseo, « à la haine, haïr, détester », et du mot turc gur, « tonnerre », un nom donné en raison de leur habitude à devenir très actifs pendant les changements de pression barométrique qui se produisent lors des orages.[réf. nécessaire]
Pour EtyFish, le nom Misgurnus serait la reprise latinisée des noms vernaculaires donnés à Misgurnus fossilis en ancien anglais, en français et en espagnol à savoir, respectivement, mis’gurn, misgurne et misgurnos.